# Architecture industrielle
 (août 2015).
- Si vous ne connaissez pas le sujet, laissez ce bandeau (vous pouvez alors contacter les auteurs).
- Si vous supprimez le contenu mis en cause (vous pouvez préalablement contacter les auteurs),

argumentez précisément cette suppression dans la page de discussion
(un manque de référence n'est pas un argument ; une recherche réelle de référence doit avoir été effectuée, être formellement documentée).
 (août 2015).
 (août 2015).
Si vous disposez d'ouvrages ou d'articles de référence ou si vous connaissez des sites web de qualité traitant du thème abordé ici, merci de compléter l'article en donnant les références utiles à sa vérifiabilité et en les liant à la section « Notes et références ».
L'architecture industrielle est l'architecture de bâtiments qui servent à la fabrication d'objets de façon industrielle. L'architecture industrielle est devenue à partir du XVIIIe siècle un des plus grands sujets architecturaux dans l'histoire de l'architecture, et a été l'objet de variations de style.
(Pour le Style industriel dans l'architecture contemporaine de l'habitat et des bâtiments recevant du public, voir Style industriel (architecture)).

## Définition
L'architecture industrielle est l'architecture qui s'établit sur les établissements industriels à partir de l'époque de l'industrialisation.
L'architecture industrielle actuelle a pour base la rationalité, elle met en place le système des structures porteuses associées aux parements (premier exemple l'usine Menier 1860-70). Utilisant les briques, puis le métal, puis le béton armé, tous associés au verre, l'architecture industrielle fait cohabiter des conceptions totalement en opposition à l'académisme
  et quelquefois un formalisme donnant un aspect en totale contradiction avec la fonction du bâtiment. Elle devient de ce fait une « architecture singulière » portée par les constructions neuves servant à l'industrie. Cette architecture offre des formes de corps de bâtiment inattendues le plus souvent liées à la fonction de l'édifice. (L'architecture industrielle ne constitue pas un « style architectural » précis à proprement parler, mais un courant d'architectures regroupées.)

## Histoire

### Jusqu'à la construction de manufactures
- Les briques et tuiles sont fabriquées selon un gabarit depuis l'Antiquité.
- Le marbre est scié mécaniquement avec un câble sur un moulin à eau depuis l'Antiquité.
- La charpente de bois assemblée constitue les maisons à colombage du Moyen Âge. Ces édifices sont montés avec un remplissage sur une charpente verticale de mur, ils peuvent être démontés et remontés sur plusieurs lieux.
- La modularité moderne apparaît aussi bien pour les formes que pour les dimensions avec la fabrication en série des éléments constitutifs des « colonnes » des églises gothiques. Elles sont faites sur le même plan, ont des « dimensions modèles », des constantes (le futur « standard » industriel). Elles sont fournies par des ateliers proches des carrières avec une même interprétation de décor apporté[note 1].
- Le sciage des éléments de bois standardisés en architecture navale est fait par des moulins à vent en Hollande pour constituer rapidement la très grande flotte nécessaire à la colonisation au XVIIe siècle.
- Des manufactures royales sont construites pour produire aussi bien des canons que des objets de porcelaine fine. Ces endroits sensibles pour mener les politiques royales regroupent des ouvriers dont le geste est une science protégée. Ces manufactures sont bâties sur une architecture ordonnée dite « classique ».

### Depuis la période moderne industrielle
L'architecture novatrice de l'histoire contemporaine a été initiée sur les usines industrielles. Elle voit sa poursuite à partir du milieu du XXe siècle sur l'activité tertiaire, sur les sièges sociaux, sur les bâtiments de bureaux.
L’architecture industrielle fait partie de l'architecture devenue « globalisée » actuellement. L'architecture industrielle portée par des usines réparties dans le monde selon les débouchés est souvent décidée par la maison mère.

#### Dans la période moderne industrielle
Dans la continuation des manufactures du XVIIe siècle qui ont été porteuses de l'architecture exprimant la puissance des institutions, les usines apparaissent et elles expriment la puissance de la capacité de production d'objets mis sur le marché. Le fondement de l'industrie au sens moderne du mot est la transformation de la matière à l'aide d'une énergie qui n'est pas fournie par la force de l'homme. Les sociétés industrielles possédant les moyens de production apparaissent. Il s'ajoute ultérieurement à cette activité la mise à disposition de services industrialisés tels que le tri postal, le téléphone, le chauffage urbain, etc. Apparait à l'époque l'emploi de l'ouvrier sans métier et formation (ouvrier spécialisé que l'on forme) travaillant dans les usines. 
Les rapports sociaux des hommes avec des machines qui les environnent s'établit et définit l'époque
.
L'utilisation de l'énergie, de l'eau (utilisation traditionnelle) et de la vapeur nouvelle au XVIIIe siècle puis de l'électricité depuis la fin du XIXe siècle, donnent la configuration de ces bâtiments avec leurs  signes particuliers. les cheminées d'usine sont des éléments-signaux utiles qui vont symboliser l'usine avec les toits qui permettant l'éclairement (toiture à redans). Les châteaux d'eau, les silos de matières premières, les portails d'entrée fonctionnels, les horloges mesurant le temps de travail sont des composants de la construction qui distinguent les fabriques et rendent l'expression de l'architecture pour les fabricants.
Une ordonnance nouvelle (moderne) rationnelle est ajoutée lors de la construction d'un certain nombre d'usines. Certains secteurs d'activité industrielle, par exemple la transformation, comportent des processus industriels qui le permettent. La production, le service au public ont une contrainte productive imposée de liberté totale d'utilisation de l'espace abrité. Cela formulera à l'usage les couvertures des édifices. Ces pratiques  seront suivies des réglementations locales dans chaque pays légiférant.
Le service au public imposera une image de marque à donner et imposera l'architecture dans les entrées. 
Une utilisation qui permet une formulation des constructions avec architecture amènera certaines sociétés de production à requérir à la construction les services d'architectes pour sortir de l'ordinaire et servir leur image de marque. L'image de l'usine productrice a été parfois mise sur les emballages de produits pour le public. 
Pour beaucoup d'entre ces édifices, ce sont des constructions simples (sur le modèle des hangars agricoles). Ils s'ajoutent rapidement les unes aux autres suivant la vitesse d'expansion et de la modernisation technique de l'activité industrielle due à la mécanisation. Cependant la répétition  permet une harmonie dans l'esprit occidental issu de l'antiquité : par exemple celle des pignons avec baie. Et le béton armé en voile mince permet dès le début du XXe siècle de faire de hauts hangars architecturés
.
 
Mais de fait l'architecture se situe essentiellement dans la décoration des frontons de façade principale de la construction principale pour le public : les bureaux de direction.
Cette nouvelle architecture, variant essentiellement entre la technicité affichée purement et simplement et l'imitation des marques du pouvoir établi dans l'histoire.Entre l'utilisation de la tôle ondulée en acier ou en matière goudronnée pour former l'étanchéité en élévation et en couverture et  la répétition formelle des nouveaux « châteaux » qui expriment la puissance. L'architecture est décidée aussi bien pour l'aspect général des constructions que pour l'organisation des pièces selon la séquence de fabrication qui est effectuée dans l'établissement.

Depuis l’installation de cette architecture, certaines usines ont été conçues pour être visitées par des personnes, les relations importantes, voire le public dans un aspect démonstratif. L'architecture est visible portée par des bâtiments comme des ateliers, des entrepôts, et également par des centrales électriques à usage privé, des puits de mine, des rotondes ferroviaires… mais aussi par des arrêts de bus et des barrages hydrauliques.

L'architecture pour une entreprise peut être d'un caractère suffisamment important pour qu'à l'architecture des bâtiments de production soit associée
 
celle de l'habitat ouvrier dans des cités ouvrières.

#### Dans la période contemporaine industrielle
La formulation initiale de l'architecture industrielle moderne avec le système de redans est améliorée dans la période contemporaine.
Le bardage translucide en fibre de verre disponible au milieu du XXe siècle permet une nouvelle formulation de l'enveloppe de la construction appuyée sur des portiques qui libèrent l'espace. Il reprend la formulation de la couverture du XIXe siècle par de la tôle ondulée en acier ou en matière goudronnée.
La notion de « fenêtre horizontale » en continu est poursuivie. Cette construction ne requiert que les services de bureaux d’ingénierie externes à l'entreprise se substituent aux ingénieurs de celle-ci. Cela complète l'industrie demandeuse dont ce n'est pas l'activité et dont ce n'est plus le processus de la « livraison-à-soi-même » défini dans l'économie de société occidentale. 
L'architecture, dans son acceptation générale pour les architectes à partir du XIXe siècle, comporte des éléments industriels en éléments visibles aussi bien pour « le clos et le couvert » que pour l'aménagement intérieur. Cette démarche a été initiée par l'architecture industrielle. Depuis De Stijl, le Bauhaus - mouvement autrement appelé la Nouvelle Objectivité - existe un art industriel décoratif qui est utilisé couramment
. 
Cette architecture évolue à partir de l'architecture fonctionnaliste, jalon de l'architecture industrielle contemporaine.
L'architecture des centres de production de l'époque du XXe siècle surtout sur sa fin prend  un aspect « économique conformiste »  général dans son habillage qui est l'architecture apposée à la construction fondamentalement fonctionnelle de production à bas coût. Ce conformisme se retrouve dans la construction industrielle sans architecture déclarée qui répond aux nécessités de ne plus polluer selon une bonne politique (imposée par des normes inexistantes au début de l'ère industrielle). 
L'architecture industrielle à la fin du XXe siècle s'impose à l'industrie en occident pour les structures visibles de son activité hors des zones industrielles, par exemple les aéroréfrigérants d'usine électrique, les pylônes de transport d'électricité, les caténaires des trains, les viaducs d'autoroute pour des raisons de « communication publique » de la part des entreprises industrielles… 
Dans le langage architectural de la réhabilitation des constructions industrielles délaissées par la production, selon le pays et son intérêt pour le patrimoine industriel, pour la « mémoire du travail », cette marque du caractère industriel historique peut être récupérée. Ces éléments historiques sont mis en valeur de façon contemporaine pour les nouvelles utilisations en dehors de l'activité industrielle : habitat, administration, musée, etc.

## Histoire en images

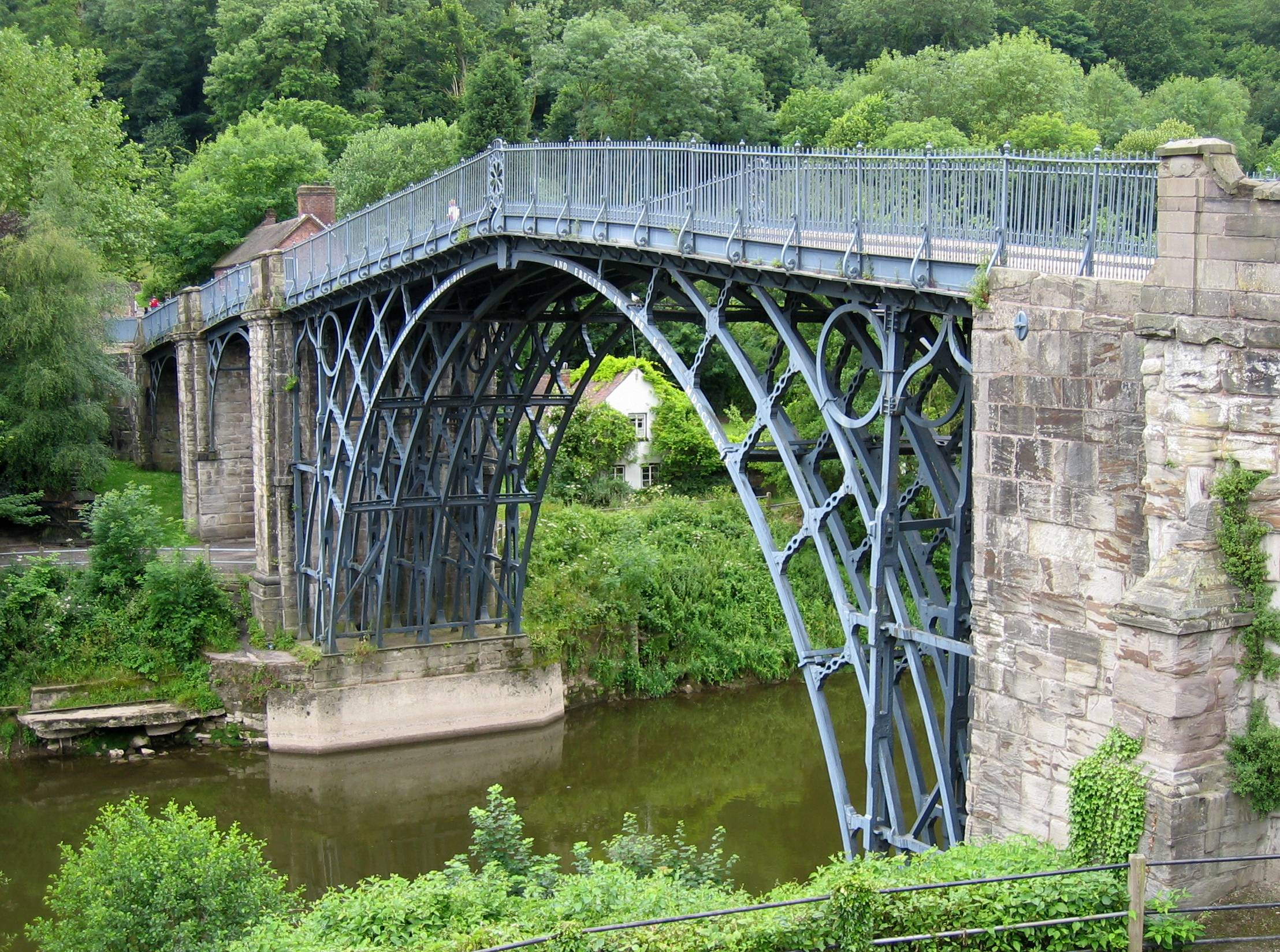
Premier pont en fonte, utilité décorée, cet ouvrage franchit le fleuve Severn en Angleterre pour les besoins du trafic d'une usine en 1781.
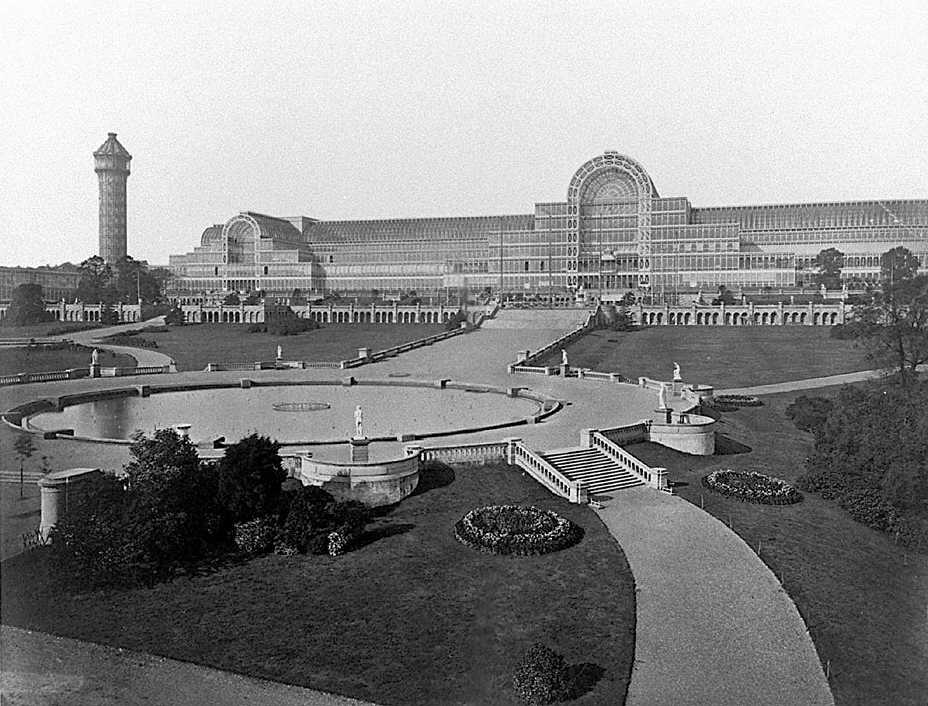
1851 préfabrication en série d'éléments architecturaux à assembler pour constituer l'architecture du Crystal Palace, conçu par le jardinier Joseph Paxton pour l'Exposition universelle de 1851, à Londres : le palais est démonté puis remonté en banlieue en 1854.
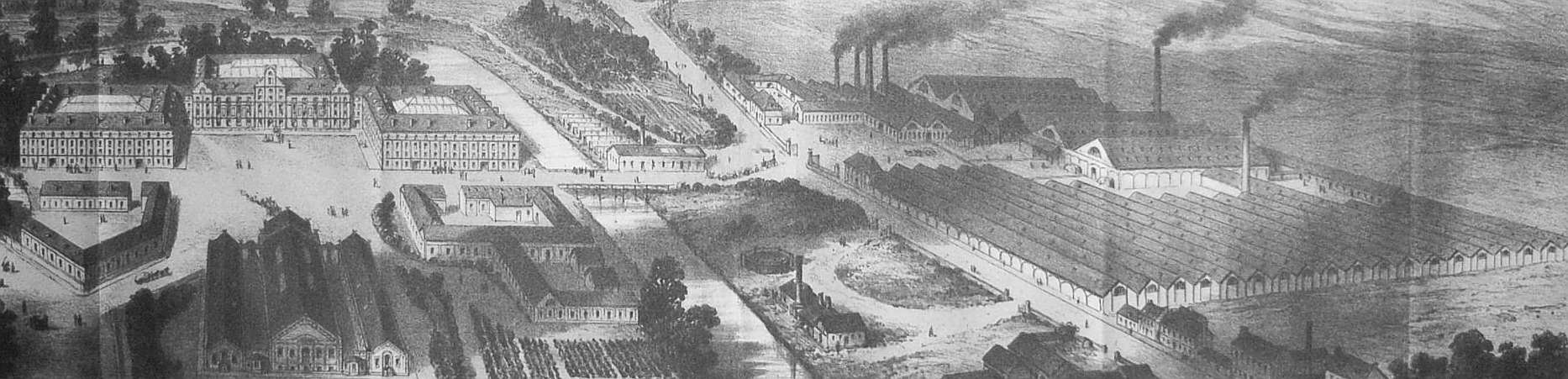
Familistère de Guise conçu par Jean-Baptiste André Godin à partir de 1856. Une architecture est définie pour cet espace où on travaille et où l'on vit dans un ensemble défini et formalisé aussi bien pour les édifices que pour le comportement individuel.
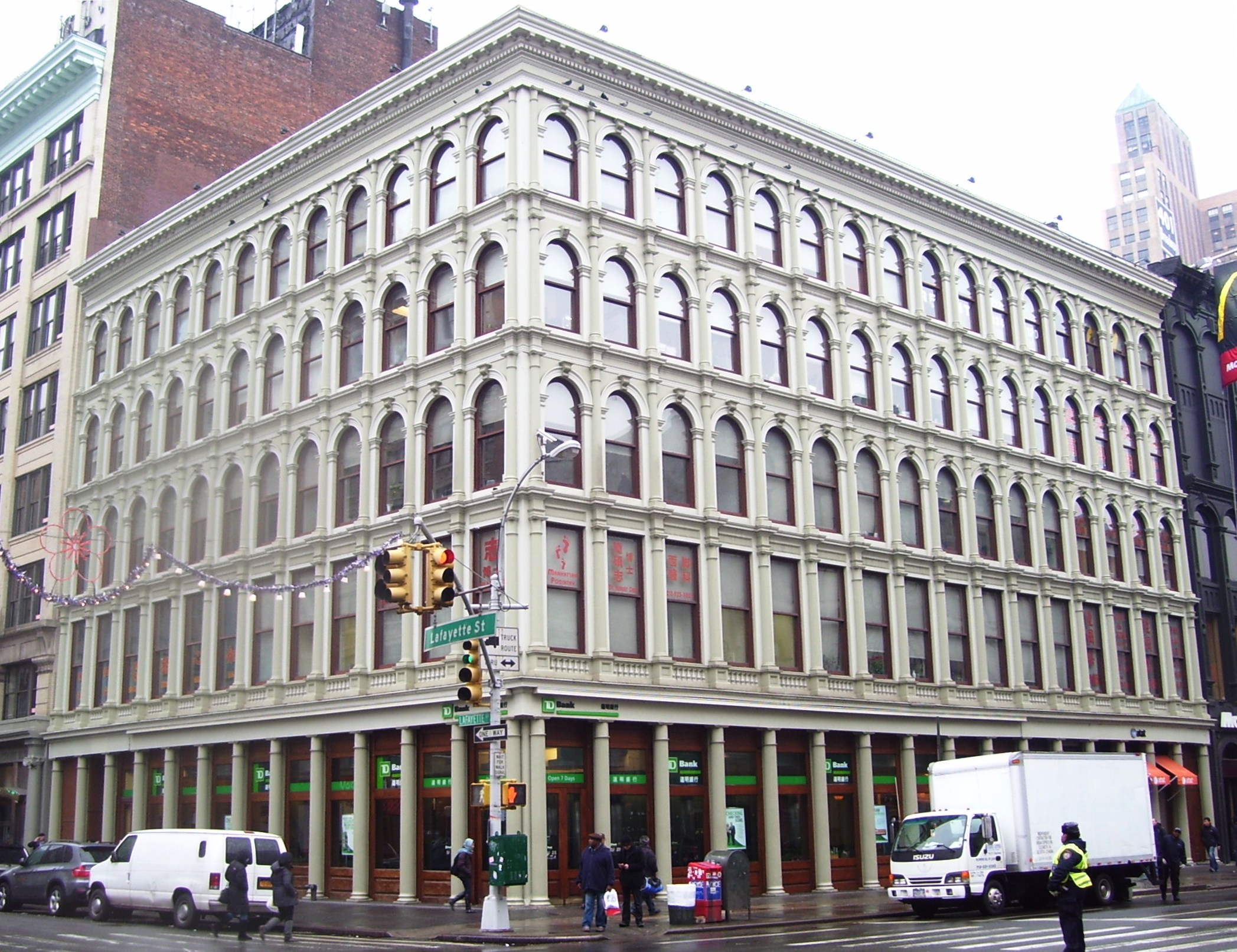
1857 : 254-260 Canal Street à New-York, façade à éléments industrialisés de style néo-Renaissance en fonte et verre de James Bogardus ingénieur-architecte.
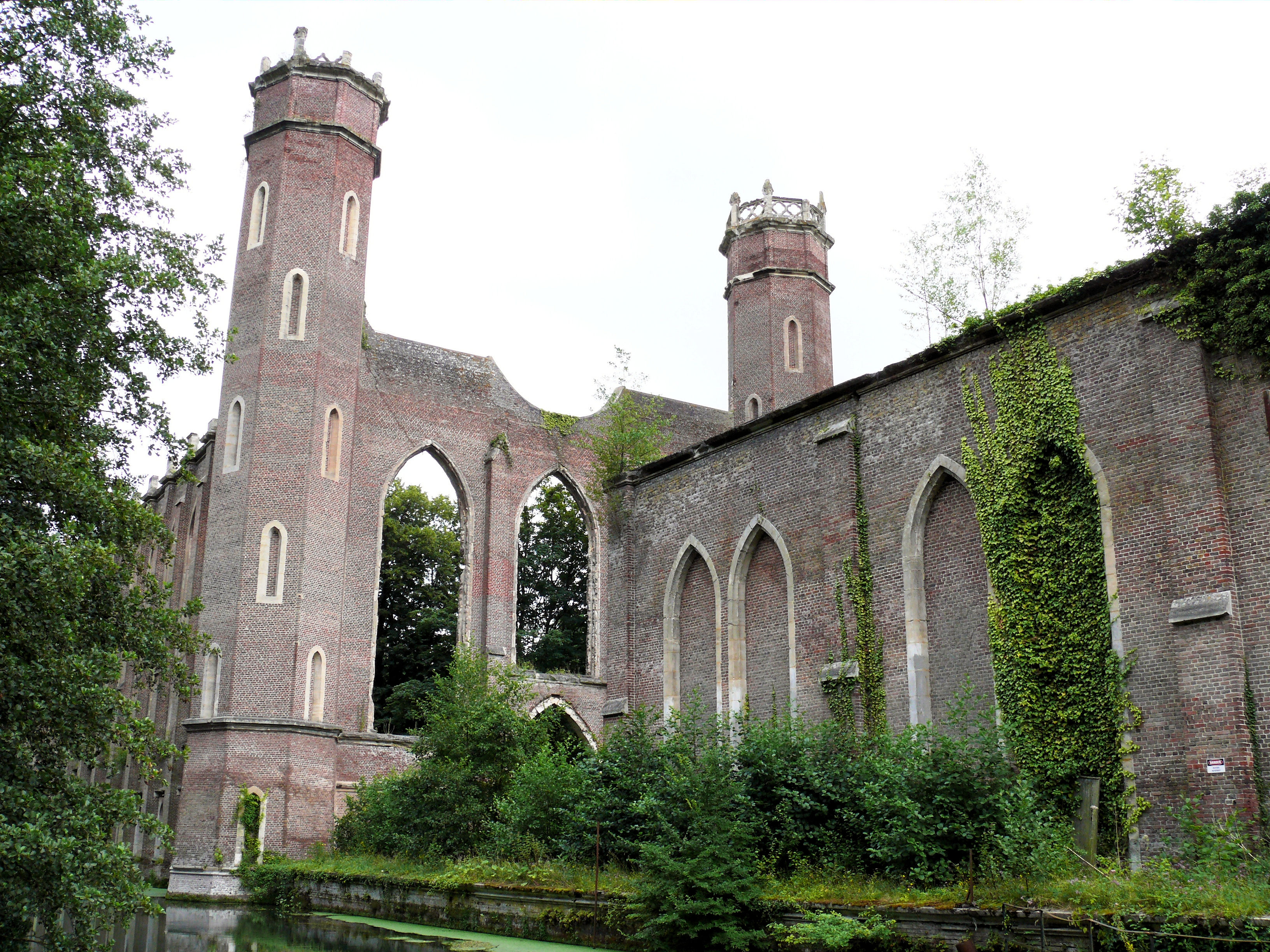
Filature Levavasseur à Pont-Saint-Pierre (Eure, France), architecture victorienne, 1860.
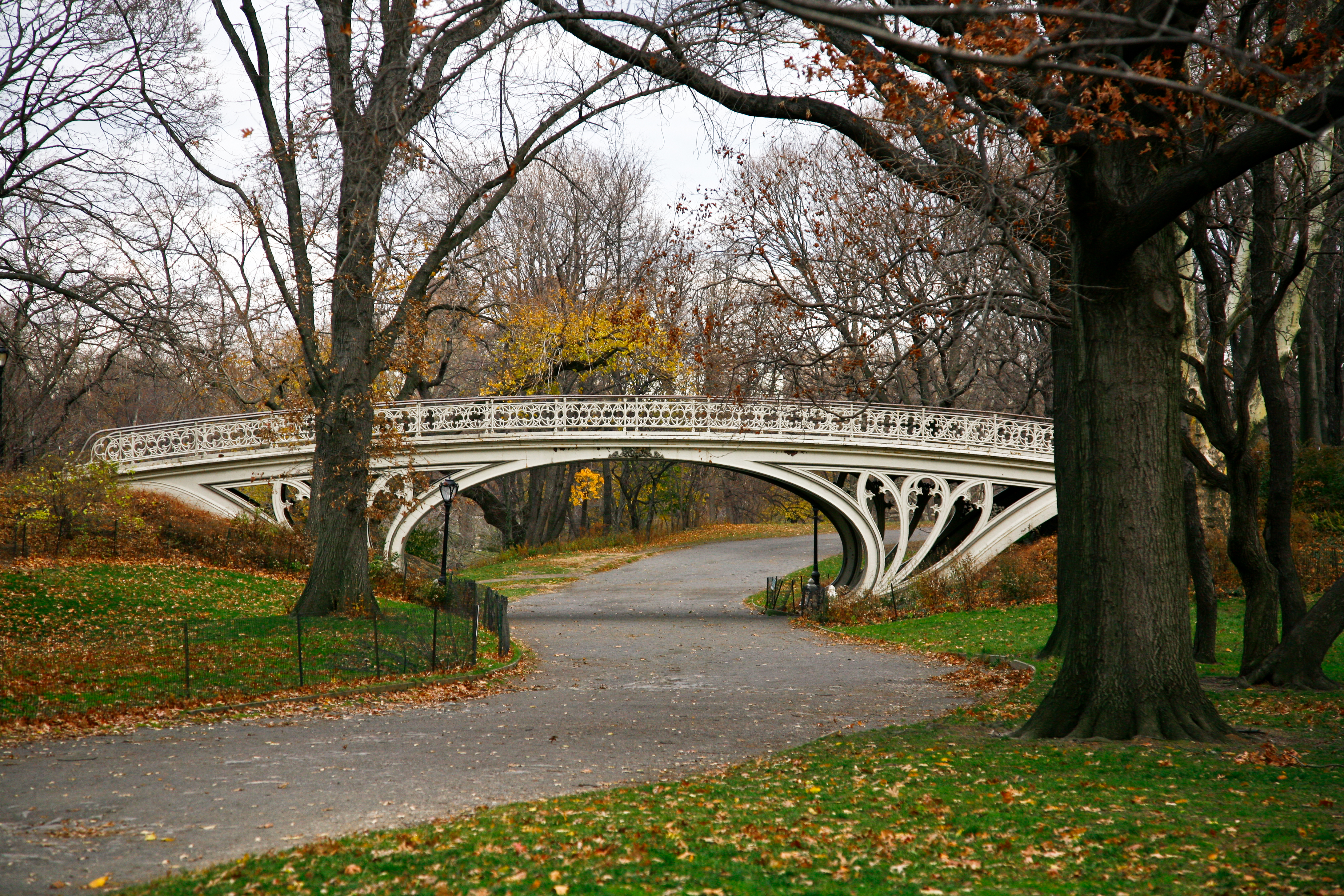
Passerelle en fonte "Pont 28", de style « Art-Nouveau » dans Central-Park à New-York de Calvert Vaux et Jacob Wrey, architectes, 1864.
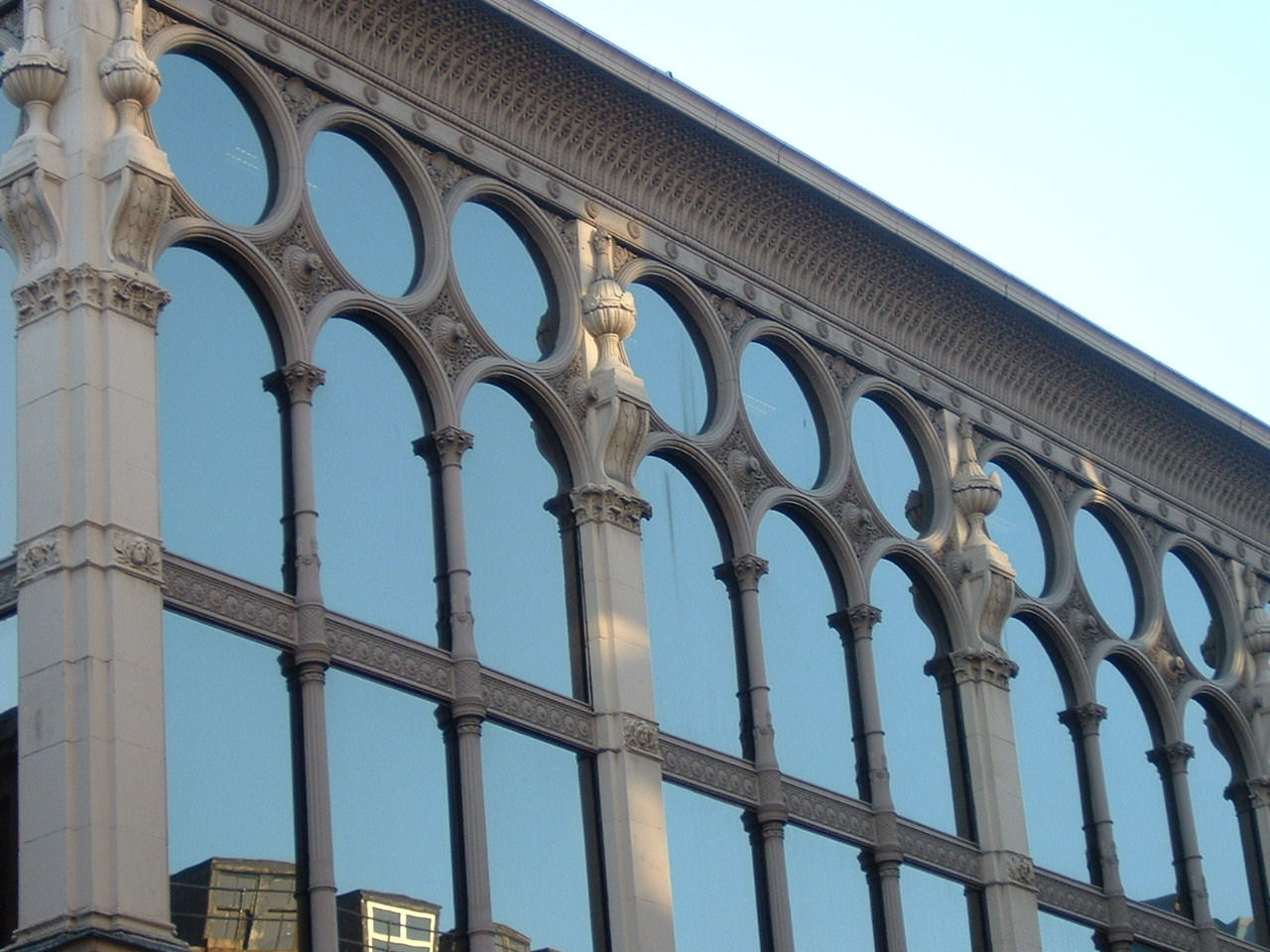
Ca' D'Oro Building à Glasgow, Écosse en 1872 façade en fonte et verre: les matériaux modernes choisis retracent aussi les préoccupations de coûts et d'ostentation. (architecture type).
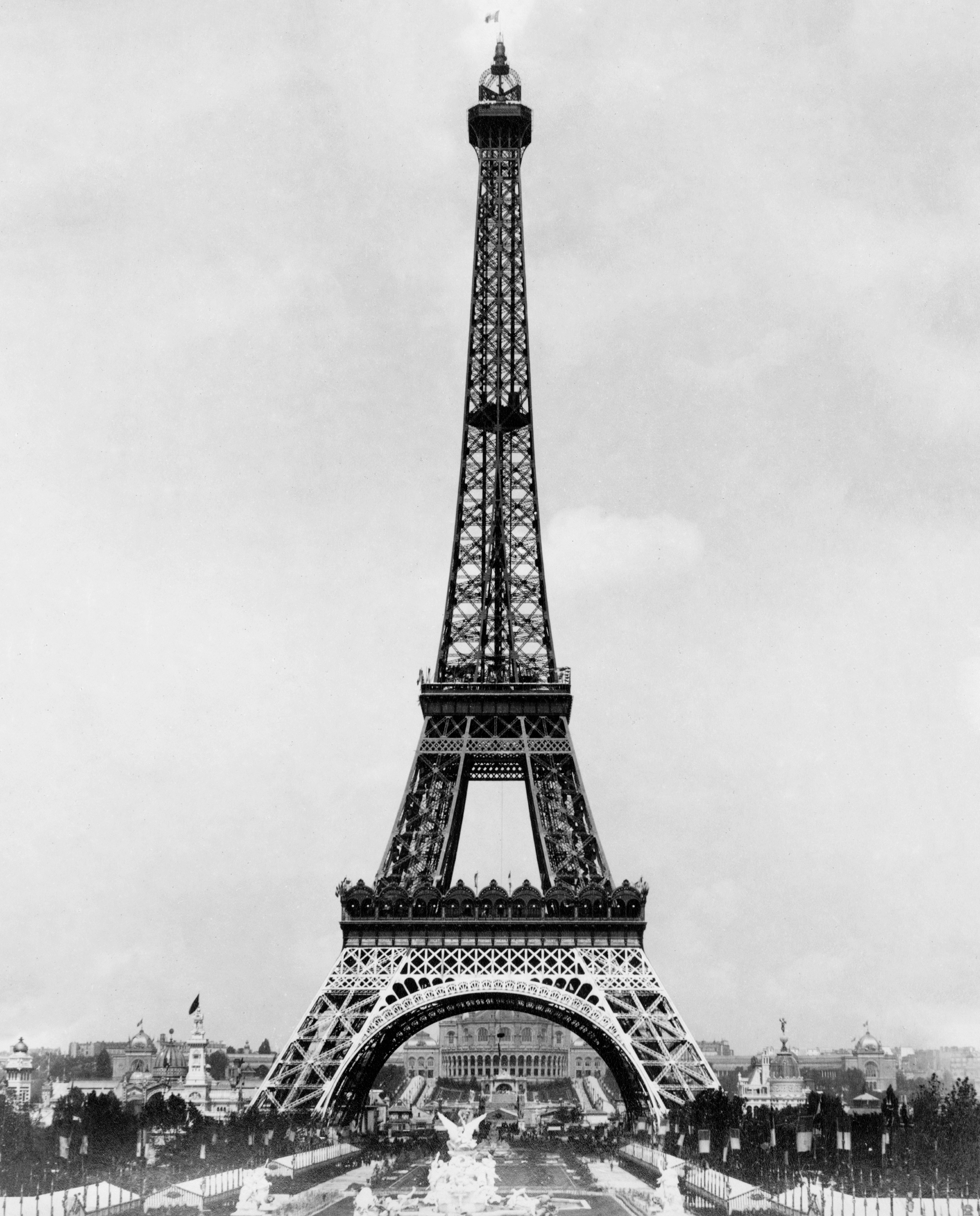
Tour Eiffel en acier construite pour l'Exposition universelle de Paris de 1889 célébrant le centenaire de la Révolution française. Architecture affirmée par des arcs rajoutés à sa base.
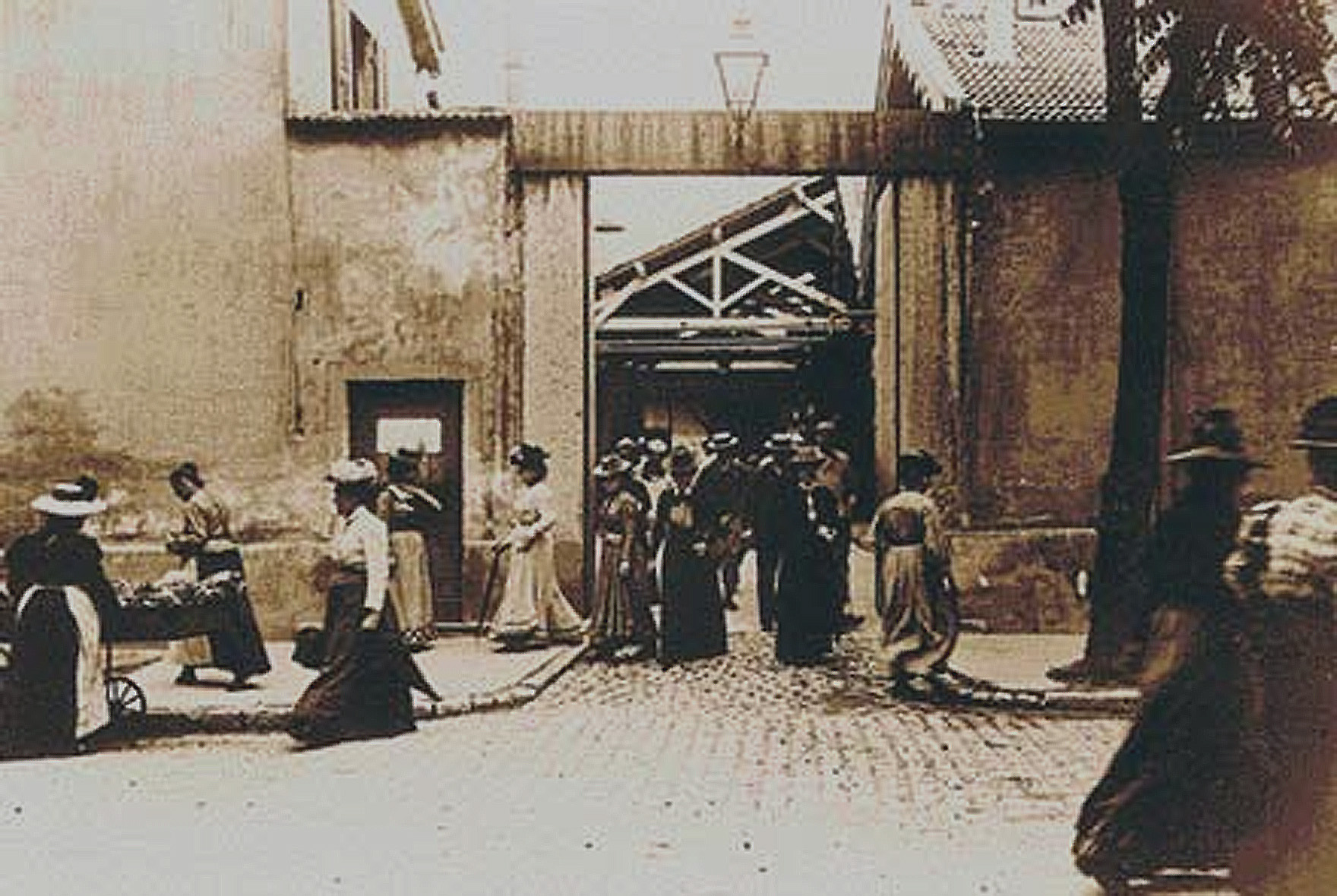
Sortie de l'usine Lumière, 1895. L'image fixée de l'usine, ici de son portail et un de ses hangars, un atelier de chapellerie reconverti, pour la fabrication de plaques photo, fait partie du patrimoine industriel.
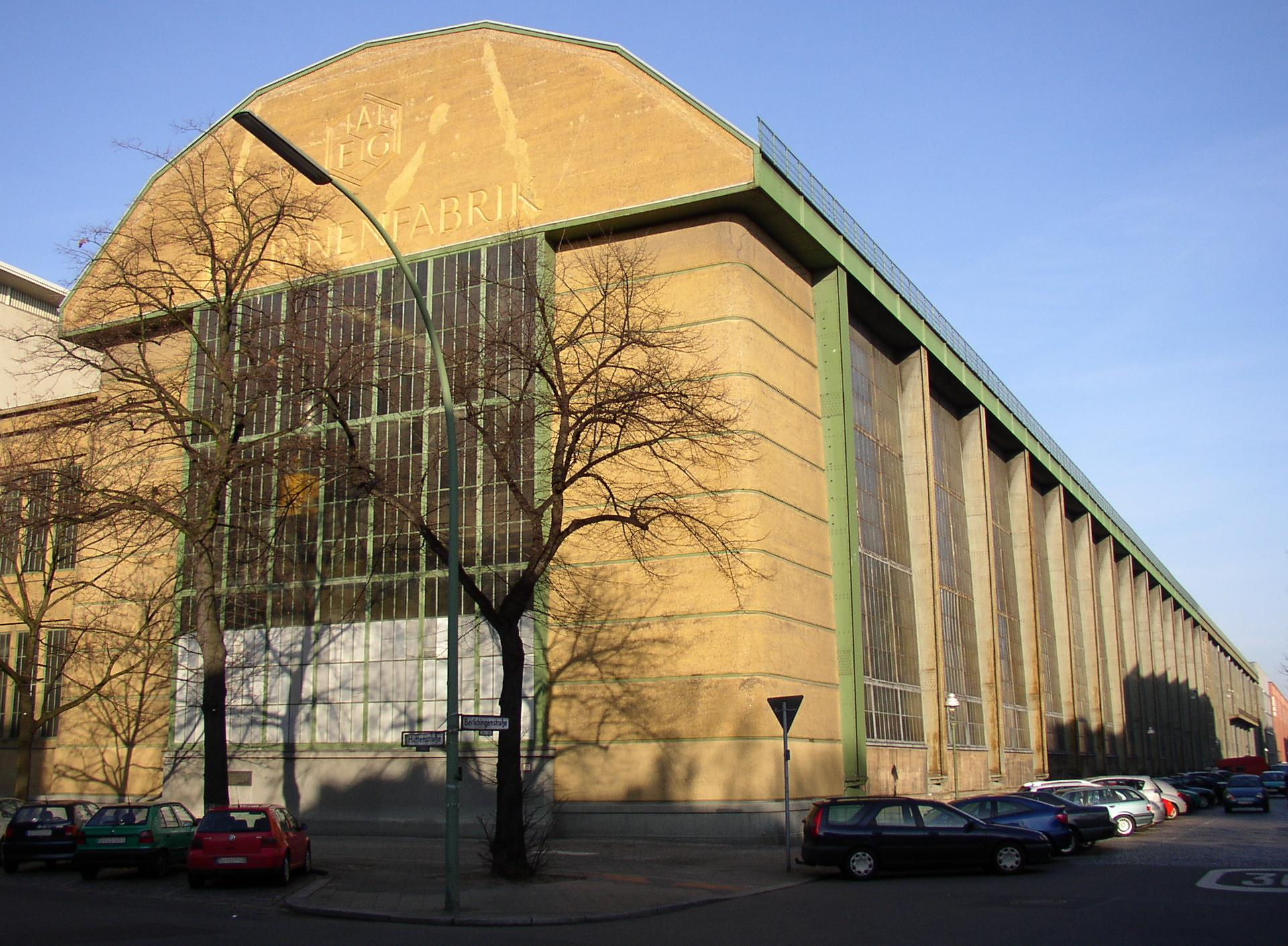
Bâtiment AEG à Berlin de Peter Behrens en 1909. Architecture de hall béton (architecture type).
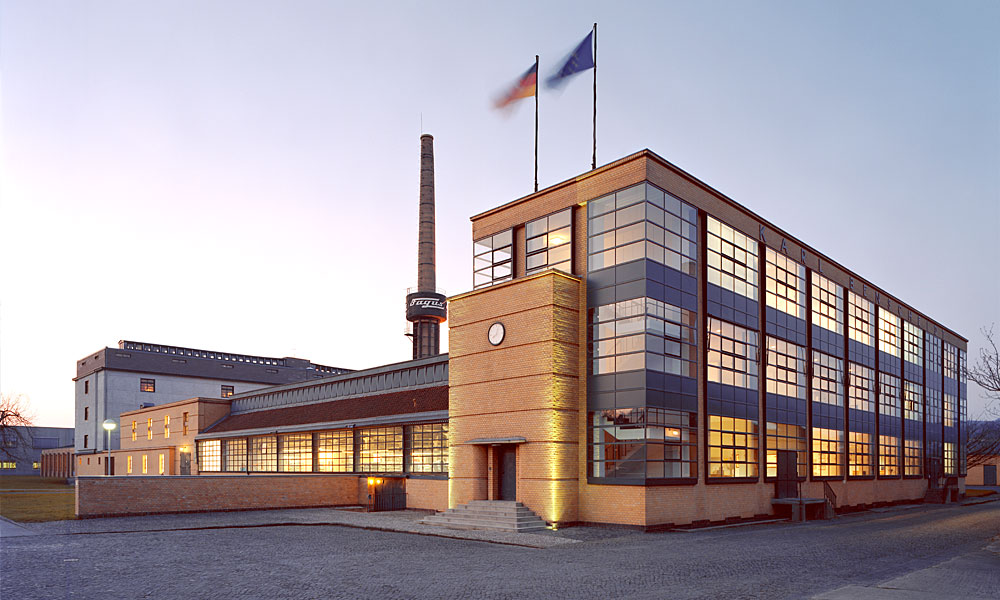
Usine Fagus, Walter Gropius manufacture en 1910. La notion de « fenêtre horizontale » en continu sera poursuivie. (architecture type).
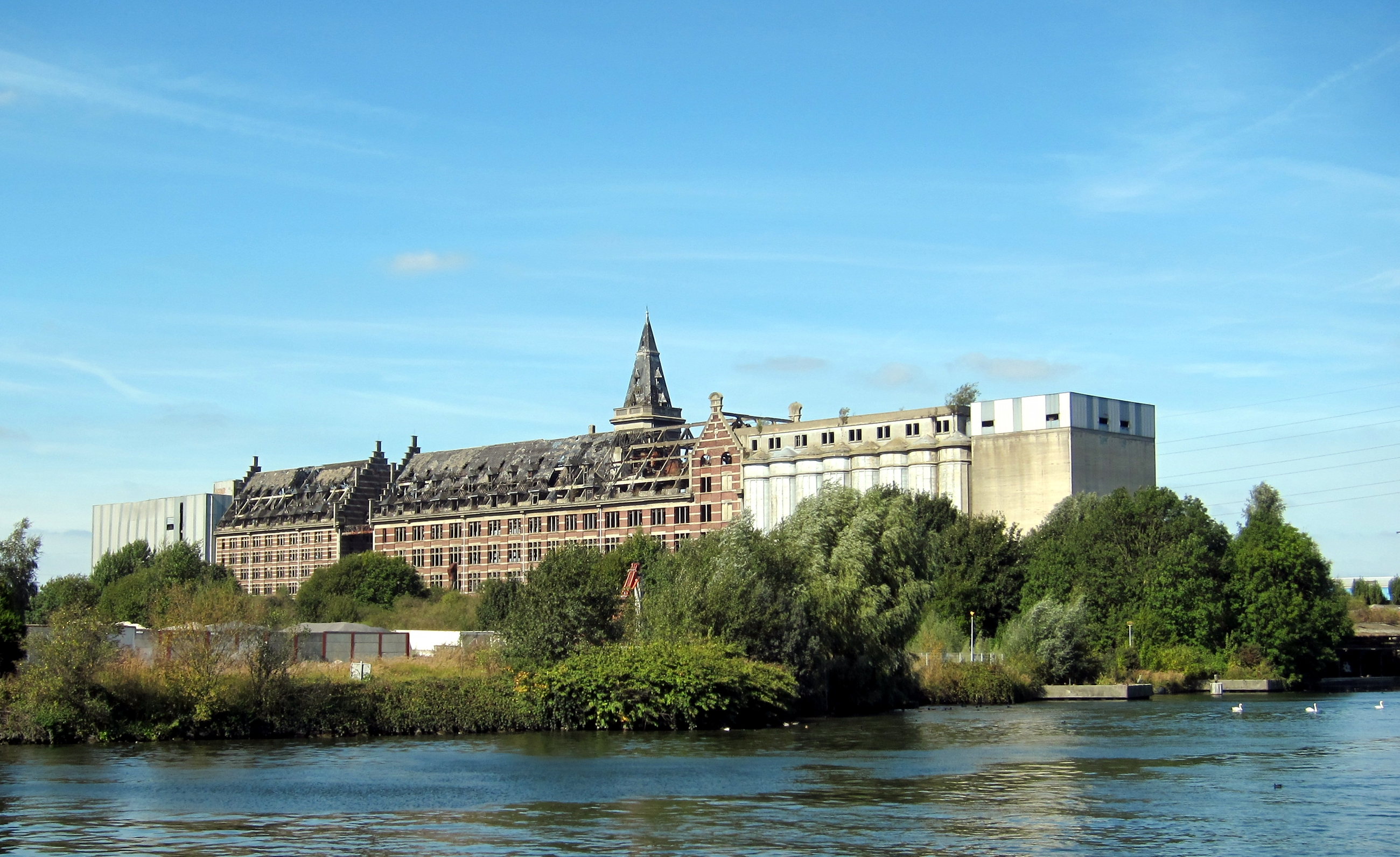
Bâtiment des Grands moulins à Marquette-lez-Lille de 1922 (béton armé et brique) de formulation historiciste, encadré par des ajouts de formulation de leur temps.
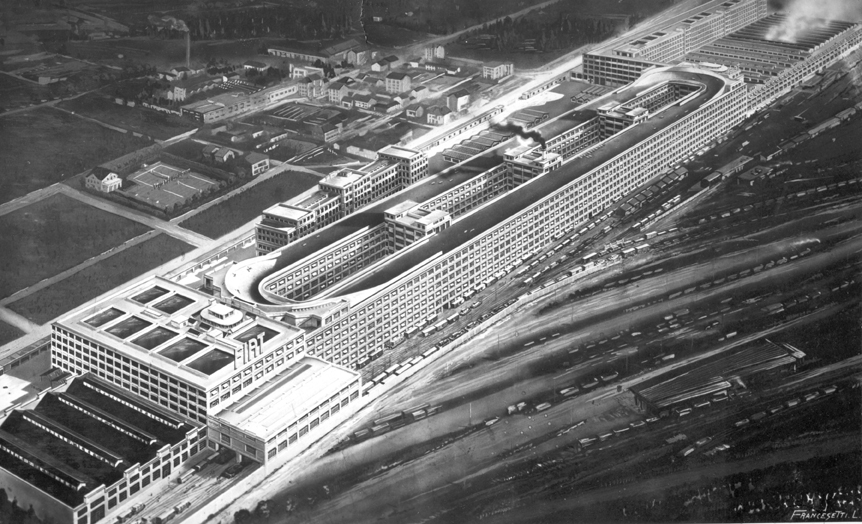
Usine Fiat de Turin de Giacomo Mattè Trucco en 1922 structure en béton affichant la plasticité formelle du matériau autorisant une plasticité fonctionnelle: sur son toit une piste d'essai.
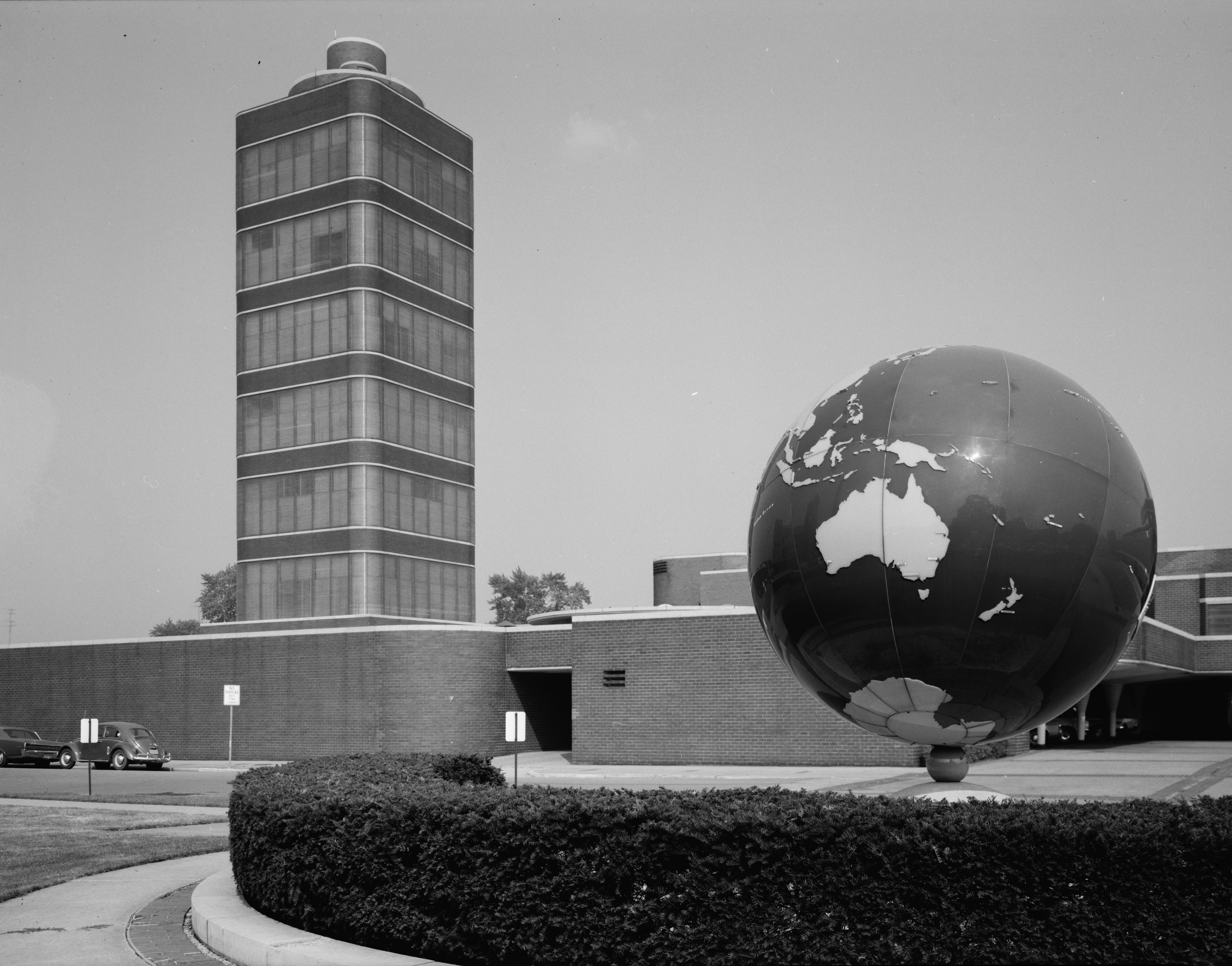
Bâtiment Johnson Wax à Racine (Wisconsin, E-U) par Frank Lloyd Wright en 1936 murs aveugles et éclairage par le toit (architecture type).
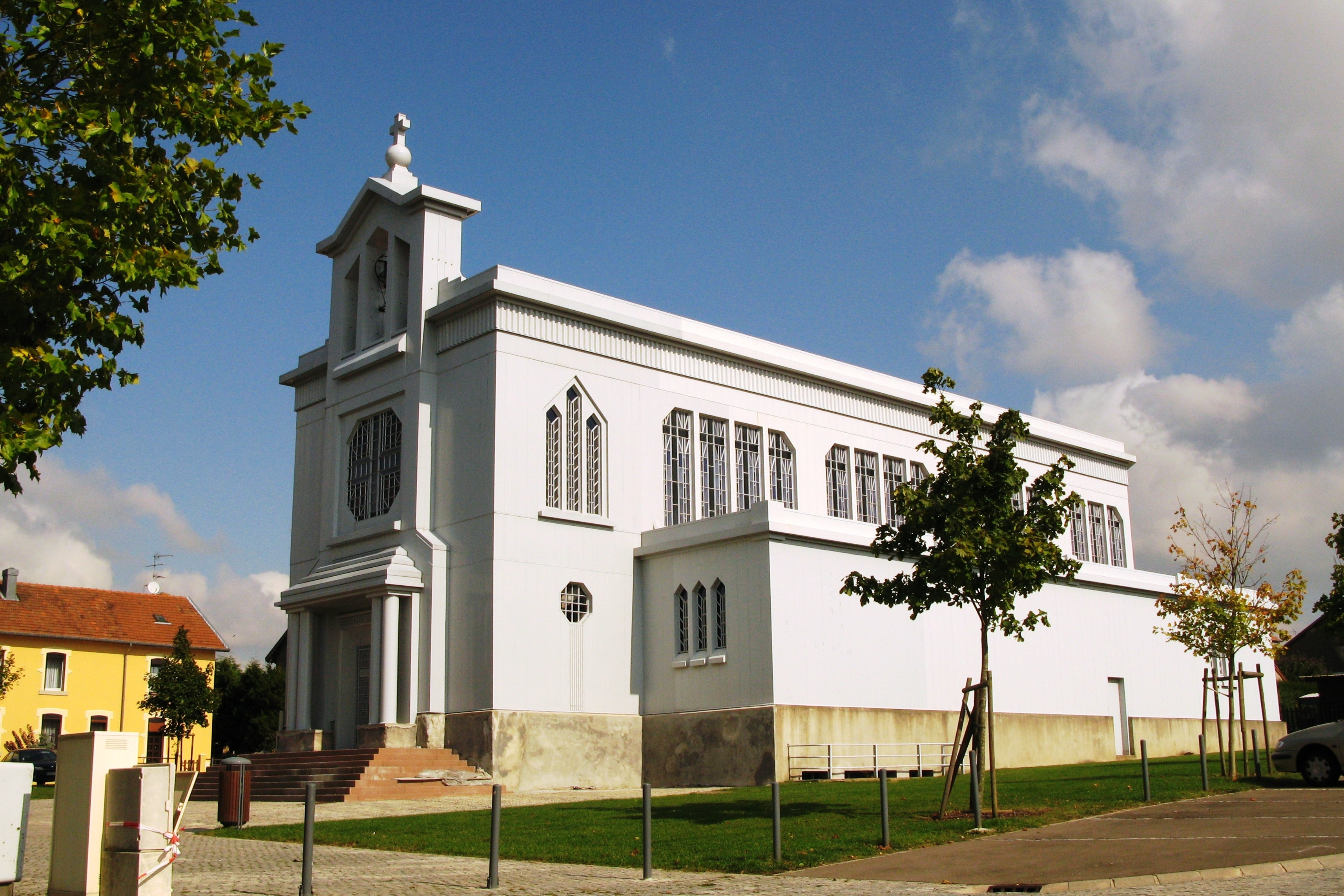
Église Sainte-Barbe à Crusnes (Lorraine), portiques en acier et tôles, en 1939. (Un prototype sans suite de la société de Wendel pour l'exportation).
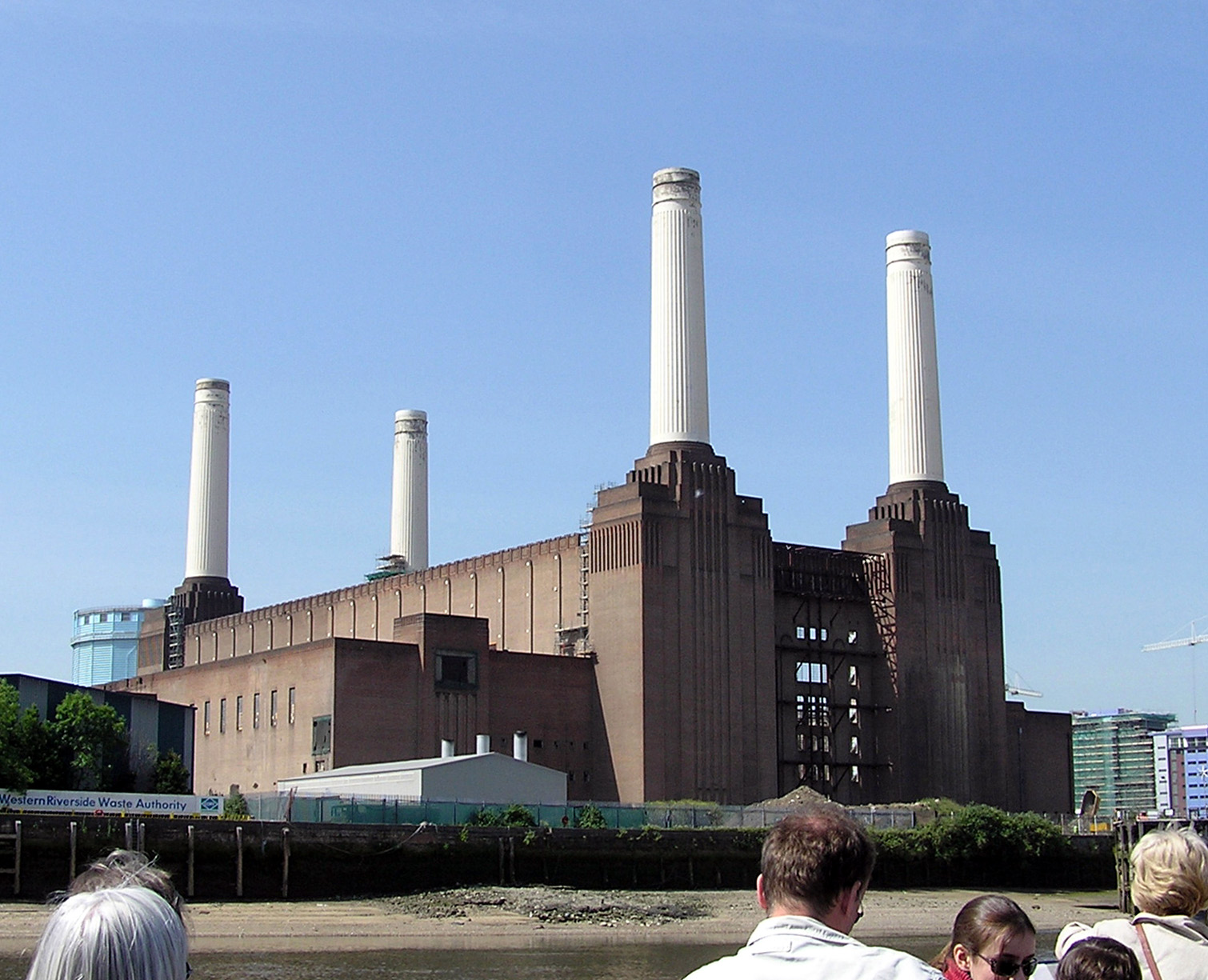
Centrale électrique Battersea Londres 1929-1955 d'architecture respectée lors de ses agrandissements. Des cheminées emblème de l'usine et de son lieu d'implantation sont inscrites dans la culture contemporaine et reprises en symbole.
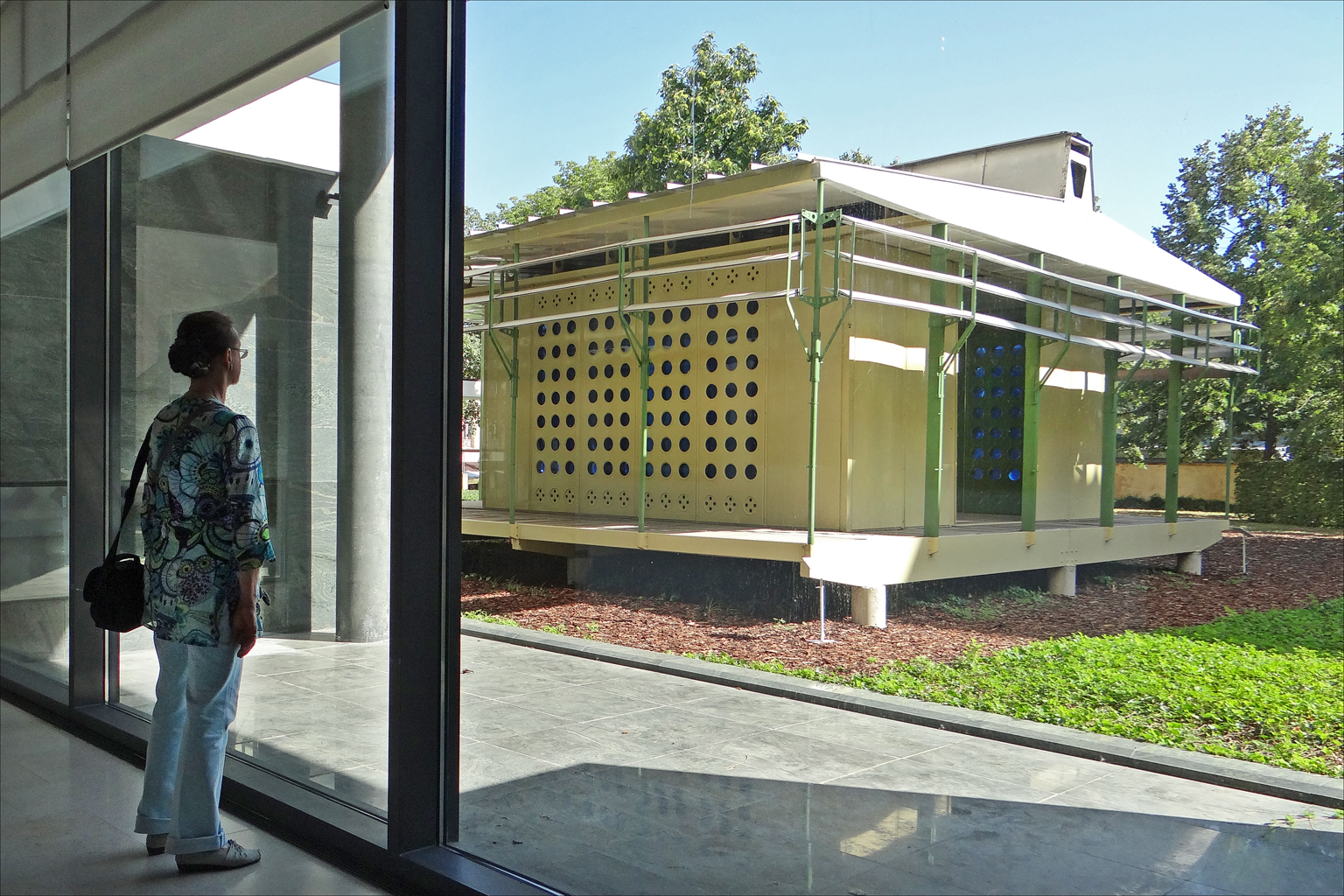
Maison tropicale assemblée de Jean Prouvé (industriel), acier aluminium et bois en 1951. Démonstration de la démarche de la série et de la combinatoire élégante de formes simples (théorie du nombre d'or réintroduite par Le Corbusier). Le tout associé à une philosophie des matériaux et de leur conjugaison.
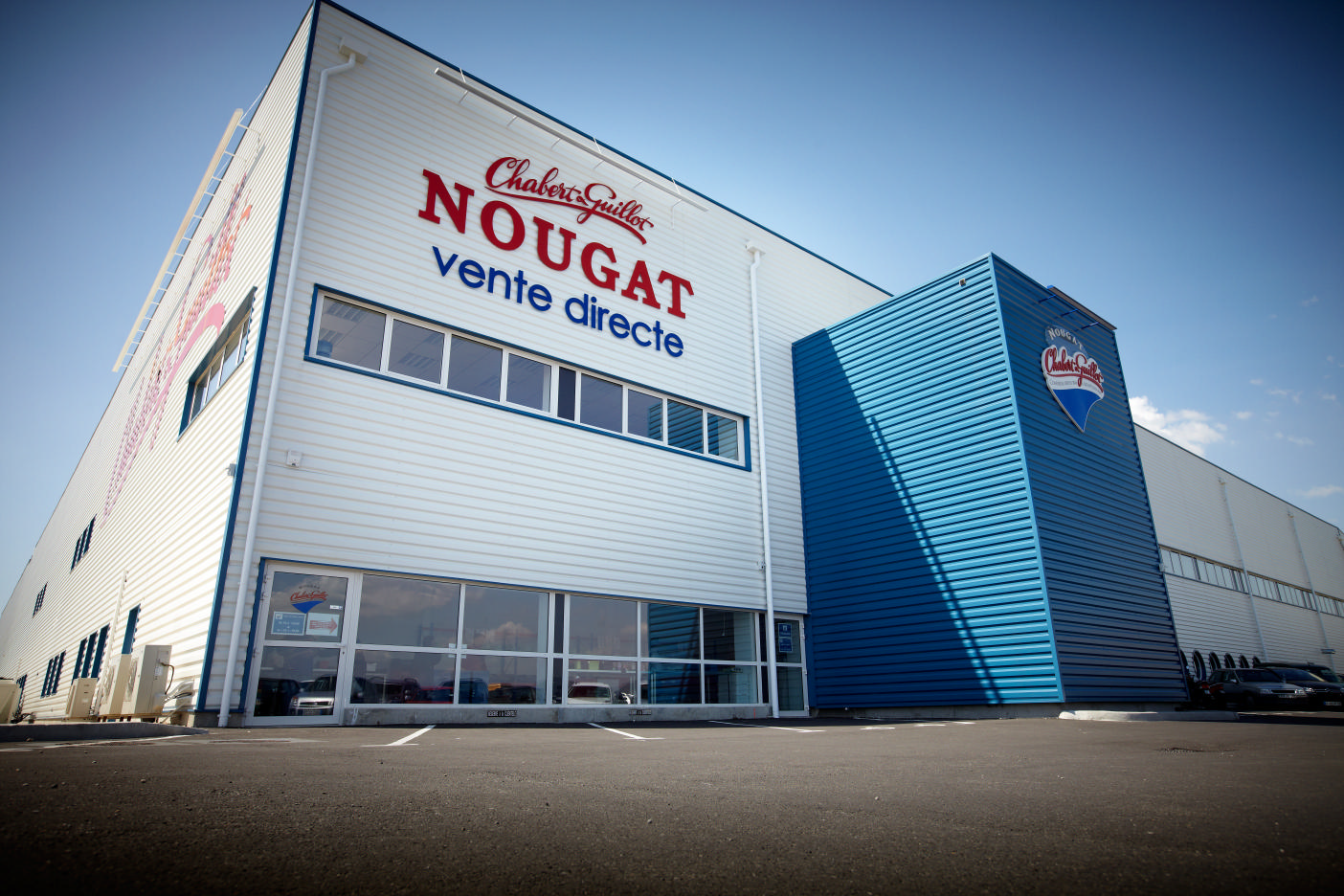
L'aspect d'architecture industrielle est donné par le bardage, très présent depuis la décennie 1960. Le bardage translucide en fibre de verre disponible au milieu du XXe siècle permet une nouvelle formulation de la couverture appuyée sur des portiques qui libèrent l'espace. Usine construite en 2009.
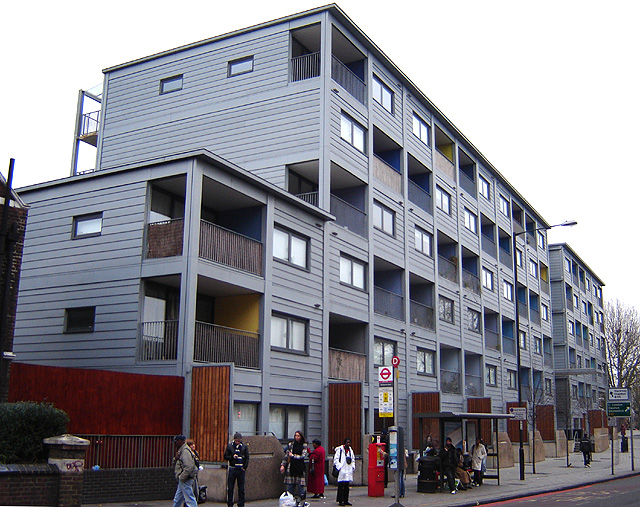
Habitat modulaire préfabriqué, Londres en 2005. Une approche et une formulation présentes depuis la décennie 1970 (architecture type).
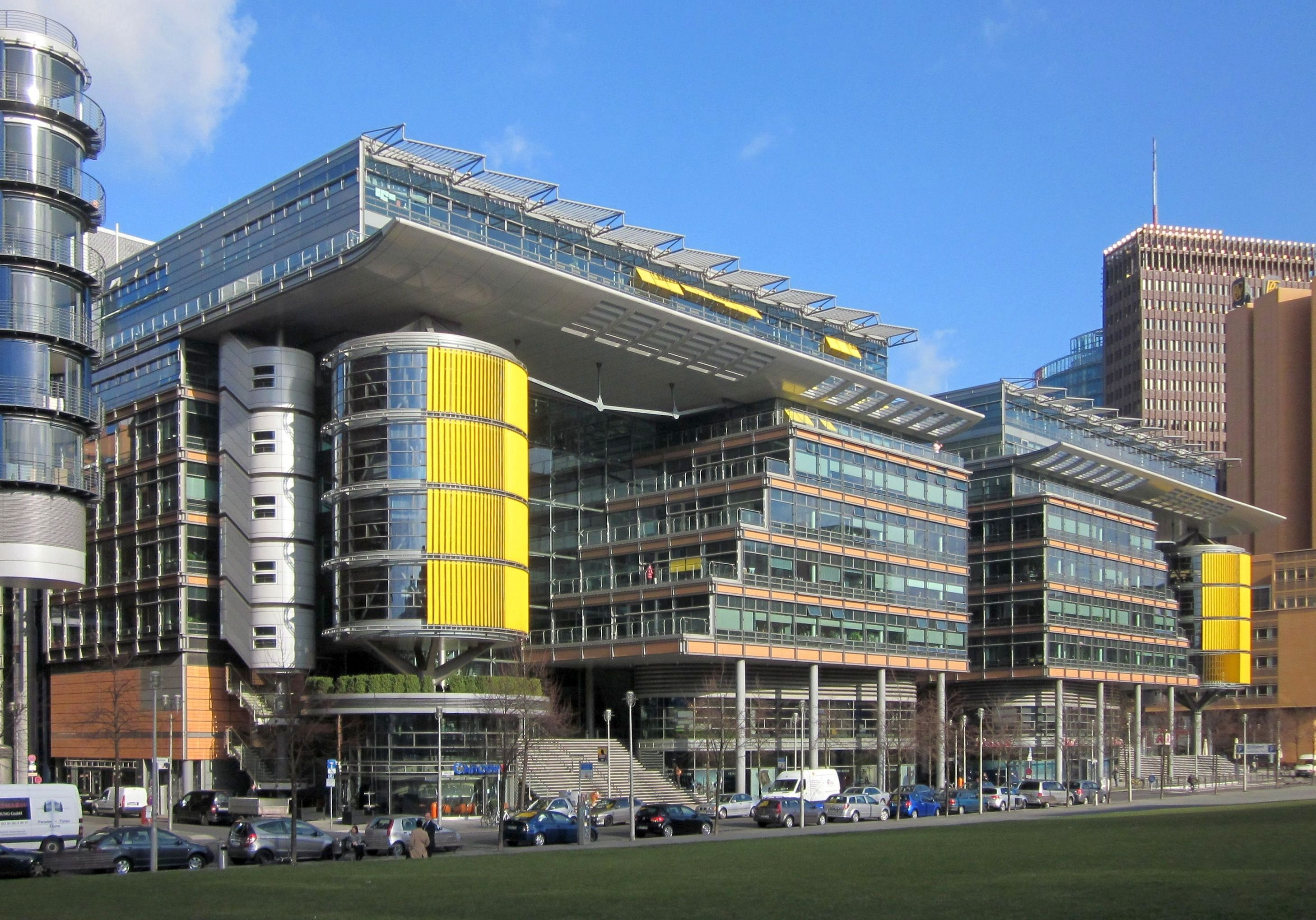
Centre commercial de Tiergarten Potsdamer Platz à Berlin, conçue par un  pionnier de l'architecture industrielle contemporaine, Richard Rogers, en 1998. (Illustre les questions: "Une architecture industrielle qui se poursuit ?  Un Style industriel qui est établi ?").

## L'architecture industrielle mondiale

### Allemagne
Le Deutscher Werkbund dans les années 1917 - 1930 conceptualise une architecture industrielle où l'abstraction des volumes prime dans la construction. L'espace non clos est ressenti selon l'usage de cette partie et non par rapport au support matériel qui constitue l'abri.

### États-Unis
La « company town » (cité industrielle) est une des composantes d'urbanisation des États-Unis, cette architecture s'établit sous ses formes particulières locales après son indépendance vis-à-vis de l'Angleterre. Les bâtiments qui contiennent l'industrie dans l'activité capitaliste au passage du XIXe siècle au XXe siècle sont dans le fonctionnalisme le plus pur. Les cités industrielles permettent une stabilisation de la population migrante et les nouveaux arrivants y sont employés rapidement. Le modèle d'organisation architecturale est donné par les abattoirs industriels de Chicago. 
Cette architecture succède à l'architecture de type « manufacture royale » qui s'était établie du temps de la dépendance avec l'Angleterre. 

Cependant l'architecture du rattachement au continent Européen qui comporte de la décoration signe de richesse va se poursuivre. Elle se situe dans la conception par des architectes américains des immeubles de bureaux des sièges des sociétés jusqu'à la Seconde Guerre mondiale, de même qu'elle perdure pour les hôtels et les gratte-ciels d'habitation. Elle emploie des formulations historicistes dans des matériaux nouveaux (acier, etc.) pour des baies des entrées des escaliers par exemple. Elle sera remplacée par l'architecture aux lignes pures du Mouvement moderne devenu « Style international » par les architectes européens immigrés.
La modernité de l'activité industrielle après la Seconde Guerre mondiale qui utilise dès leur création l'électronique de commande de machines-outils, l'informatique industrielle et l'informatique de gestion aboutit à la formulation nouvelle de l'architecture d'intérieur des usines. Aussi bien pour les espaces de production avec les contraintes de protection dans l'environnement ouvrier, que les espaces de gestion. L'environnement de production pour être installé nécessite une technicité de plus en plus forte, à la mesure de la technicité de la production. Mais apparait aussi dans les espaces de gestion l'architecture industrielle modulaire simplificatrice et accessible comportant faux-plafonds et faux-planchers, cloisons et demi-cloisons qui se généraliseront. Leur aspect devient une constante dans le monde.

### France
Dans la Saline royale d'Arc-et-Senans, en 1779, Claude Nicolas Ledoux prévoit l'intégration d'une cité-ouvrière d'architecture expressive dans l'enceinte de l'usine formulée architecturalement selon une traduction géométrique simple prenant sa source dans l'histoire de l'architecture.
Cette conception d'intégration de la cité-ouvrière  à l'usine est la même que celle élaborée par les ingénieurs dirigeant des sociétés de chemin de fer à leur création. Mais la formulation architecturale est l'inverse pour l'expression des façades, car considérée comme économie à faire (10 % du coût, pas de frais d'architecte) : le confort hygiénique est privilégié dans cette architecture vernaculaire nouvelle.
Cette architecture rationnelle annexe à la construction industrielle apparaît, pour la construction de pavillons groupant un certain nombre de familles selon les plans des dirigeants d'entreprise. Cet habitat se substitue à l'habitat « de fortune » qui s’agrège autour des usines en pleine campagne, et aux corons mis en location à côté de l'usine, toutes constructions en général insalubres.

### Russie
L'avant-garde de l'URSS composée d'architectes et d'artistes regroupés dans le Groupe OSA et dans l'ASNOVA revoit les principes de l'architecture selon les principes de la société devenue socialiste. Un de ces principes est que l'homme n'est plus l'esclave de l'industrie et de ses machines, mais dispose de la machine comme d'un progrès et la maitrise. La figuration rationnelle des espaces utiles utilise une géométrie élémentaire et simple donc accessible à la compréhension. Elle est fondée sur un mode de vie qui favorise la reproduction de ces constructions porteuses de l'architecture aussi bien pour les usines que pour l'habitat. Peu de réalisations ont été effectuées, dont par exemple le « Cercle Ouvrier » de Zuyev à Moscou. Cette formulation se retrouve cependant dans l'architecture implantée 40 ans après en Europe.